# Буянская, Елена Олеговна
Елена (Алёна) Олеговна Буянская (укр. Олена Олегівна Буянська) — украинская шашистка. Чемпионка Украины (2013). Серебряный и бронзовый призёр чемпионатов Украины. Победительница  среди младших кадетов: первенства мира по международным шашкам (2013), серебряный призёр первенства мира (2013) и Европы по шашкам-64 (2013). Член сборной ДНР по шашкам. Мастер спорта Украины
Занималась в ДЮСШ № 1 Донецка. Тренер — Аркадий Иосифович Соботович.
Училась в донецкой школе № 120.